# Utan Kayu Utara
Utan Kayu Utara is een plaats (wijk) - (kelurahan) in het bestuurlijke gebied Matraman, Jakarta Timur (Oost-Jakarta) in de provincie Jakarta, Indonesië.  De plaats telt 24.820 inwoners (volkstelling 2010).